# Тести з високими ставками

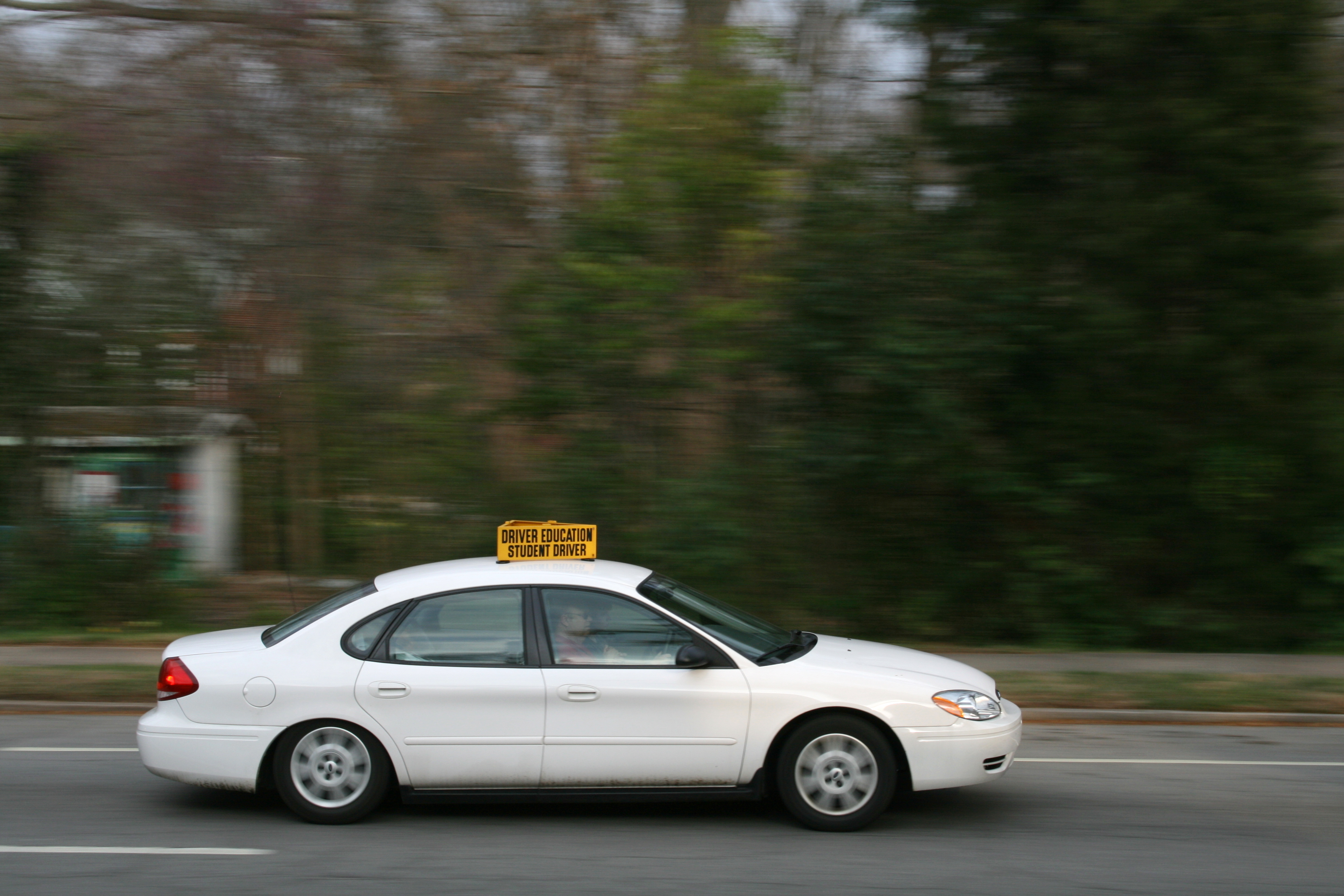
Тест на водія — тест з високими ставками: Без проходження цього тесту, випробуваний не отримає водійське посвідчення.

Тест з високими ставками — це тест з вагомими наслідками для випробуваного. Успішне проходження тесту має важливі переваги, такі, як диплом вишу, стипендію, або ліцензію на професійну діяльність. Невдача ставить у невигідне становище, наприклад, претендент буде змушений відвідувати додаткові заняття, поки тест не буде складений, або не дозволяється водити машину, або отримати роботу. Використання тестів з високими ставками є спірною темою у сфері державної освіти, особливо в США і Великій Британії, де вони стали особливо популярними в останні роки, і використовується не тільки для оцінки учнів, але і для підвищення відповідальності учителя.

## Визначення
У загальному використанні, високими ставками тестування є будь-який тест, який має серйозні наслідки або потребує важливого рішення.
За більш точним визначенням, тест з високими ставками — це будь-який тест, який
- є єдиним, чітко визначеним оцінюванням,
- має чітку межу між тими, хто пройшов, і тими, хто не пройшов, і
- має прямі наслідки за успішне або неуспішне проходження (щось «на кону»).[7]

Тестування з високими ставками не є синонімом тестування під високим тиском. Американський старшокласник може відчувати тиск від необхідності добре скласти вступний іспит до коледжу SAT-I. Однак бали SAT не визначають безпосередньо вступ до жодного коледжу чи університету, і немає чіткої межі між тими, хто склав іспит, і тими, хто його не склав, тому формально він не вважається тестом з високими ставками. З іншого боку, оскільки бали SAT-I мають значну вагу в процесі вступу до деяких навчальних закладів, багато людей вважають, що він має наслідки для успішності, і тому його можна вважати тестом з високими ставками відповідно до більш простого, загальноприйнятого визначення.

## Ставки
Високі ставки — це не характеристика самого тесту, а скоріше наслідків, які покладаються на його результат. Наприклад, незалежно від того, який тип тесту використовується - письмове есе, комп'ютерний тест з множинним вибором, усний іспит, тест на продуктивність чи щось інше — для того, щоб займатися медичною практикою, необхідно скласти ліцензійний тест на право займатися лікарською діяльністю.
Сприйняття ставок може бути різним. Наприклад, студенти коледжів, які бажають пропустити вступний курс, часто складають іспити, щоб перевірити, чи засвоїли вони матеріал і чи можуть бути переведені на наступний рівень. Успішне складання іспиту може зменшити витрати на навчання і час, проведений в університеті. Студент, який прагне отримати ці переваги, може розглядати тест як іспит з високими ставками. Інший студент, якому не важливий результат, якщо він потрапляє в групу, що відповідає його рівню підготовки, може вважати цей же іспит тестом з низькими ставками.

## Приклади
Приклади тестів з високими ставками та їхніх «ставок» включають:
- Іспити на отримання водійського посвідчення та законної можливості керувати автомобілем
- Вступні іспити до коледжу в деяких країнах, наприклад, Національний іспит для середньої школи в Бразилії, та вступ до високоякісного університету
- Візова співбесіда/тест на громадянство для цілей міграції та натуралізації
- Багато співбесід або тестів на наркотики та прийняття на роботу
- Випускні іспити в середній школі та атестати про повну загальну середню освіту
- Тести «Жодна дитина не залишиться позаду», а також фінансування та рейтинги шкіл
- Усні іспити на здобуття наукового ступеня доктора філософії та отримання докторського ступеня
- Іспити на професійне ліцензування та сертифікацію (наприклад, адвокатські іспити, письмові тести FAA і медичні іспити) і отримання ліцензії або сертифікації
- Стандартизований тест на знання мови для роботи, вступу до школи та отримання візи
- Іспит NCLEX-RN або NCLEX-PN для студентів медсестер

## Зацікавлених сторін
Система високих ставок може бути призначена для того, щоб принести користь іншим людям, окрім того, хто тестується. Для професійної сертифікації та ліцензійних іспитів метою тесту є захист громадськості від некомпетентних лікарів. Сподіваємося, що індивідуальні інтереси студента-медика і медичної школи збалансовані з суспільними інтересами, якщо некомпетентному лікарю буде дозволено займатися медичною практикою.
Іспит може мати «високі ставки» через наслідки для інших, окрім самого учасника. Наприклад, студент-медик, який не склав ліцензійний іспит, не може практикувати свою професію. Однак, якщо іспит не складе достатня кількість студентів того самого навчального закладу, то це може поставити під загрозу репутацію та акредитацію навчального закладу. Аналогічно, тестування відповідно до Закону США «Жодної дитини поза увагою» не мало прямих негативних наслідків для учнів, які не склали іспит, але потенційно могло мати серйозні наслідки для їхніх шкіл, включаючи втрату акредитації, фінансування, заробітної плати вчителів, працевлаштування вчителів або зміни в управлінні школою. Таким чином, ставки були високими для школи, але низькими для окремих осіб, які складали іспит.

## Оцінки, використовувані в тестування з високими ставками
Будь-яка форма оцінки може бути використаний як тест з високими ставками. Багато разів, недорогий множинного вибору тесту обрана для зручності. Високі ставки оцінка може також включати в себе відповіді на відкриті питання або практичні секції. Наприклад, типовий високими ставками іспит на отримання ліцензії медична сестра визначає, чи медсестра може вставити крапельниці, спостерігаючи за медсестрою, насправді виконати цю задачу. Ці оцінки називаються достовірних оцінок або випробувань.
По-великому тести можуть бути стандартизовані тести (у яких всі випробовувані взяти той же тест досить рівних умовах), з розрахунком на те, що стандартизація забезпечує всі випробовувані справедливих і рівних можливостей для проходження. деякі високі ставки тести не стандартизовані, таких як театр на прослуховування.
По-великому тести можуть бути стандартизовані тести (у яких всі випробовувані взяти той же тест досить рівних умовах), з розрахунком на те, що стандартизація забезпечує всі випробовувані справедливих і рівних можливостей для проходження. деякі високі ставки тести не стандартизовані, таких як театр на прослуховування.
Як з іншими тестами, по-великому тести можуть бути критерієм-посилання або норма-посилання. наприклад, письмове водійські права іспит, як правило, є критерій-посилання, з необмеженою кількістю потенційних водіїв у стані пройти, якщо вони правильно відповісти на певний відсоток питань. З іншого боку, есе порції будь - бар іспитах часто норма-посилання, з гіршим есе не вдалося, і найкращі реферати пройдений, без оглядки на загальну якість роботи. 
«Чіткої межі» між успішним і неуспішним проходженням іспиту можна досягти, використовуючи прохідний бал: наприклад, учасники, які правильно відповіли на 75% або більше запитань, проходять тест; учасники, які правильно відповіли на 74% або менше, не проходять тест, або не «проходять» його. У масштабному тестуванні з високими ставками для визначення ідеального прохідного балу або для забезпечення узгодженості результатів між групами, які складають тест у різний час, можуть бути використані ретельні та дорогі дослідження зі встановлення стандартів. 

## Критика
Високі ставки-тести, незважаючи на їх широке використання для визначення академічних та неакадемічних знань, піддаються критиці з різних причин. Приклад проблеми включають наступне:
- Тест неправильно виміряти знань або навичок індивідуума. Наприклад, тест може є загальний тест читання навичок, але насправді це може визначити, чи є обстежуваний читати конкретну книгу.
- Тест не може виміряти те, що критик хоче виміряти. Наприклад, тест може точно визначити, в який студент-юрист набув фундаментальні знання правової системи, але критик, можливо, захочете, щоб студенти були перевірені на юридичній етиці, а не юридичних знань.
- Тестування з високими ставками може підштовхнути вчителів опустити матеріал, який не перевіряється. "Навчання для тестування" може призвести до вузької шкільної програми і більш низької кваліфікації. Наприклад, якщо іспит з водіння не відчуває паралельних навички паркування, інструктори з водіння можуть перестати викладати навички водіння учня, на користь зосередження уваги вказівка на матеріал, який буде випробуваний, наприклад, визначити, який автомобіль має право проїзду на перехресті. У результаті виходить, що учень зможе пройти тест, але може бути не безпечно припаркувати автомобіль в певних місцях. У відповідності з законом Кемпбелл, тим вище ставки (для претендента або по школі), тим більш імовірно, це повинно статися.
- Тестування викликає стрес для деяких студентів. Критики припускають, що, оскільки деякі люди погано працюють під тиском, пов'язані з тестами, будь-який тест, ймовірно, буде менш репрезентативною їх фактичний рівень досягнення, чому не випробувати альтернативу.[15] це називається тест на тривожність або тривожність.
- Високими ставками тести часто дається як один довгий іспит. Деякі критики воліють безперервної оцінки, а не один великий тест. Наприклад, американська психологічна Асоціація (АПА) виступає проти використання одноразових школу покинути експертизи як одного фактором чи учень повинен випускник, кажучи, що "будь-яке рішення про студентське додаткової освіти, таких як зберігання, відстеження, або випускний, не повинен ґрунтуватися на результатах одного тесту, але повинен включати і інші актуальні та дійсні дані."[16] після ставки, пов'язані з наслідками, а не спосіб, однак, короткі тести також можуть бути високі ставки.
- Тестування з високими ставками створює більше стимулів для накрутки.[17] тому що списування іспита може бути простіше, ніж вивчення необхідного матеріалу або заробити кредит через відвідуваність, старанність, чи багато менше тестів, більше випробовуваних, які фактично не мають необхідних знань або навичок, але які є ефективними читеров, може пройти. Крім того, деякі люди, які могли б пройти тест, але не досить впевнені в собі, може вирішити додатково закріпити підсумки шляхом обману, зловлять і часто стикаються навіть гірші наслідки, ніж просто відмова. Крім того, якщо результати випробувань використовуються для визначення заробітної плати вчителів або продовження трудової діяльності чи оцінки в школі, то шкільний персонал може обманним шляхом змінювати студента контрольні роботи, щоб штучно завищити результативність студента.[17]
- Іноді високі ставки тестів прив'язані до спірних нагород. Наприклад, деякі люди можуть хотіти диплом середньої школи для подання справжніх придбанних конкретних навичок або знань, тому користовуватися високими ставками оцінці позбавляти диплома для тих, хто не може виконувати необхідні навички.[18] іншим може знадобитися диплом про закінчення середньої школи, що представляють у першу чергу сертифікатів, так що студент, який сумлінно вчився в школі, але не може читати або писати, як і раніше будуть отримувати соціальні виплати на випускний. Таке застосування тестів — позбавляти диплома про закінчення середньої школи, і тим самим доступ до більшості робочих місць та вищої освіти на все життя — спірно, навіть якщо сам тест точно визначає студентів, які не мають необхідних навичок. Критика, як правило, формулюється як надмірна залежність від одного виміру[19] або з точки зору соціальної справедливості, якщо відсутність майстерності не зовсім екзаменованої вини, як у випадку студента, який не може читати з-за некваліфікованих вчителів, чи літня людина з прогресуючим слабоумством, які не можуть здати іспит по водінню з-за втрати когнітивної функції.[20]
- Тести можуть штрафувати учасників тестування, які не мають необхідних навичок з їх вини. Відсутність досвіду не може бути виною екзаменованих, але з високими ставками тест захід лише майстерність, класність, незалежно від того, кандидати мали рівні можливості в освоєнні матеріалу.[20][21][22] крім того, заможні студенти можуть використовувати приватних репетиторів або програми підготовки до іспитів, щоб поліпшити свої результати. Деякі заможні батьки платять тисячі доларів, щоб підготувати своїх дітей до тестів.[23] критики бачать в цьому несправедливість до студентів, які не можуть дозволити собі додаткових освітніх послуг.[24]
- Тести з високими ставками показують, що деякі на випробовувані не знають необхідного матеріалу, або не володіють необхідними навичками. При відсутності цього у людей може бути багато громадських благ, наслідки повторної відмови може бути дуже високою для окремих. Наприклад, людина, яка не практичний іспит по водінню не зможете керувати автомобілем на законних підставах, що означає, що вони не можуть їздити на роботу і може втратити свою роботу, якщо альтернативні варіанти транспортування відсутні. Людина може страждати від збентеження, коли його знайомі, дізнавшись, що його відсутність досвіду призводить до втрати водійського посвідчення. В контексті середньої школи, а також підсумковий іспит, неефективні шкільних округів офіційно проти кваліфікаційного тестування після низьких результатів тесту, який точно і публічно викрив округ невдач, виявився політично ніяково,[25] і піддав критиці високі ставки на тести для виявлення студентів, які не мають необхідних знань.[26] як тестування з високими ставками переміститься в 21 столітті, багато іспитів проводяться з використанням онлайн-інструментів. Це ставить студентів з низьким доходом в невигідному становищі, так як менше 65% мають комп'ютери в своїх домівках. Низьким рівнем шкільного доходу - коли округи не мають фінансування для забезпечення студентів з інструментами і підготовки до виконання завдань, необхідних для теста. Тести подані в середині року, щоб забезпечити відсутність технічного обслуговування в школі[26].
- Тестування на високі ставки починається занадто рано для дітей. Тести часто починаються у третьому класі, а іноді навіть раніше. Тестування з високими ставками роблять дітей відповідальними за знання чи не знання інформації, щоб бути підвищеним, і якщо вони не знають інформацію, їх карають,находячись у літній школі.[27]